# Tour de Santa Liberata
La tour de Santa Liberata (en italien : Torre di Santa Liberata), est une tour côtière située dans la commune de Monte Argentario (province de Grosseto), en Toscane. Elle se trouve sur la côte nord du promontoire de l'Argentario, proche de Porto di Santa Liberata (it).

## Historique
La tour a été construite par les Espagnols peu après le milieu du XVIe siècle, alors que toute la zone appartenait désormais à l'État des Présides. Une zone a été choisie comme lieu dans lequel de nombreuses découvertes et vestiges archéologiques de l'époque romaine ont été mis au jour, parmi lesquels se distinguent surtout les Thermes de Domitien.
En 1739, la structure défensive côtière fut renforcée, pour accroître la sécurité sur le canal qui permettait l'accès à l'intérieur de la lagune d'Orbetello aux bateaux venant de la mer. La fortification côtière fut encore renforcée pendant la période napoléonienne, lorsqu'une attaque de navires britanniques fut repoussée depuis la tour.
Au XIXe siècle, la tour côtière passa temporairement au grand-duché de Toscane avant l'unification de l'Italie, événement qui remit la structure défensive à la Guardia di Finanza, qui en fit le siège des douanes.
Dans la première moitié du siècle dernier, la tour fut désaffectée et vendue à des particuliers, devenant plus tard la résidence de l'écrivain Guelfo Civinini.
Pendant la Seconde Guerre mondiale, plus précisément en 1944, la tour fut minée par les Allemands en retraite, entraînant la perte de toute la partie supérieure du bâtiment.

## Description
La tour de Santa Liberata se dresse à l'intérieur d'une propriété privée, où se trouve également la villa romaine de Santa Liberata.
De l'ancienne fortification côtière, qui avait à l'origine un plan circulaire, seule la puissante base escarpée avec des structures murales massives recouvertes de pierre est conservée, ce qui reste après la destruction de la tour lors des événements de guerre de 1944. D'un côté, une grande ouverture en plein cintre est visible au rez-de-chaussée, qui était l'entrée de la structure ajoutée après sa transformation en immeuble d'habitation. Auparavant, l'accès à la fortification n'était possible que par une porte qui s'ouvrait sur la mezzanine, à laquelle on accédait par un escalier extérieur perdu qui se terminait par un pont-levis.
À l'origine, la tour était divisée en trois niveaux et, dans la partie supérieure, elle était caractérisée par les structures murales enduites de mortier. La partie supérieure, sans couronnes, se terminait par une couverture de toiture.